# Scandal (film 1917)
Scandal è un film del 1917 diretto da Charles Giblyn e basato su un romanzo di Cosmo Hamilton. È uno dei primi film interpretati da Constance Talmadge.

## Distribuzione
Il film è stato distribuito nelle sale cinematografiche degli Stati Uniti il 17 novembre 1917.